# Шасу
Шасу (егип. š3sw «идущие пешком») — кочевники, появившиеся в Леванте начиная с XV века до н. э. и обитавшие там вплоть до Третьего переходного периода. Термин впервые появляется в списке народов Заиорданья, относящемся к XV веку до н. э. В списке перечисляются шесть групп шасу: шасу S’rr (вероятно, Сеира), шасу Lbn, шасу Sam’ath (вероятно, Кенеи), шасу Wrbr (вероятно, около Вади-эль-Хеса), шасу Yhw и шасу Pysps.
На основании этих сведений ряд исследователей, в том числе Дональд Редфорд и Уильям Дивер, пришли к заключению, что народы, отождествляемые с евреями (израильтянами) на стеле Мернептаха, входили в состав шасу. Энсон Рэйни в поддержку данного тезиса приводит тексты из Амарнского архива. С другой стороны, против отождествления израильтян с шасу может говорить тот факт, что на рельефе Мернептаха народ, позднее известный как израильтяне, рассматривается не в составе шасу. Более того, один из египетских документов считает шасу выходцами из Эдома, то есть идумеями.
Некоторые учёные, такие как Фрэнк Юрко и Майкл Хейзел, рассматривают шасу, упоминаемых на стеле Мернептаха, как отдельное от евреев племя, поскольку они носили другую одежду, имели другие причёски, и вообще упоминаются египетскими писцами отдельно. Более того, евреи упоминаются как народ, как социально-этническая группа. Чаще всего рядом с упоминанием «врагов из Шасу» ставится иероглиф-детерминатив «горная страна». Таким образом, шасу отличаются от ханаанеев, защищавших укреплённые города Ашкелон, Гезер и Иеноам.